# Jean Joseph Deléage
Pour les articles homonymes, voir Deléage.
Jean Joseph Deléage est un homme politique français né le 20 octobre 1734 à Souvigny (Allier) et mort le 4 décembre 1811 à Moulins (Allier).

## Biographie
Administrateur du département, il est élu comme suppléant à la Convention, admis à siéger le 25 germinal an II. Il siège avec les modérés. Il entre au Conseil des Cinq-Cents le 23 vendémiaire an IV, comme ancien conventionnel.

## Sources
- « Jean Joseph Deléage », dans Adolphe Robert et Gaston Cougny, Dictionnaire des parlementaires français, Edgar Bourloton, 1889-1891 [détail de l’édition]